# Remoncourt (Meurthe-et-Moselle)
Remoncourt ist eine französische Gemeinde im Département Meurthe-et-Moselle in der Verwaltungsregion Grand Est (bis 2015 Lothringen). Sie gehört zum Kanton Baccarat und zum Arrondissement Lunéville. Nachbargemeinden sind Moussey im Nordosten, Avricourt im Südosten, Leintrey im Süden, Xousse im Westen und Lagarde im Nordwesten.

## Bevölkerungsentwicklung
| Jahr      | 1962 | 1968 | 1975 | 1982 | 1990 | 1999 | 2008 | 2019 |
| --------- | ---- | ---- | ---- | ---- | ---- | ---- | ---- | ---- |
| Einwohner | 69   | 63   | 64   | 54   | 50   | 39   | 37   | 44   |

## Sehenswürdigkeiten

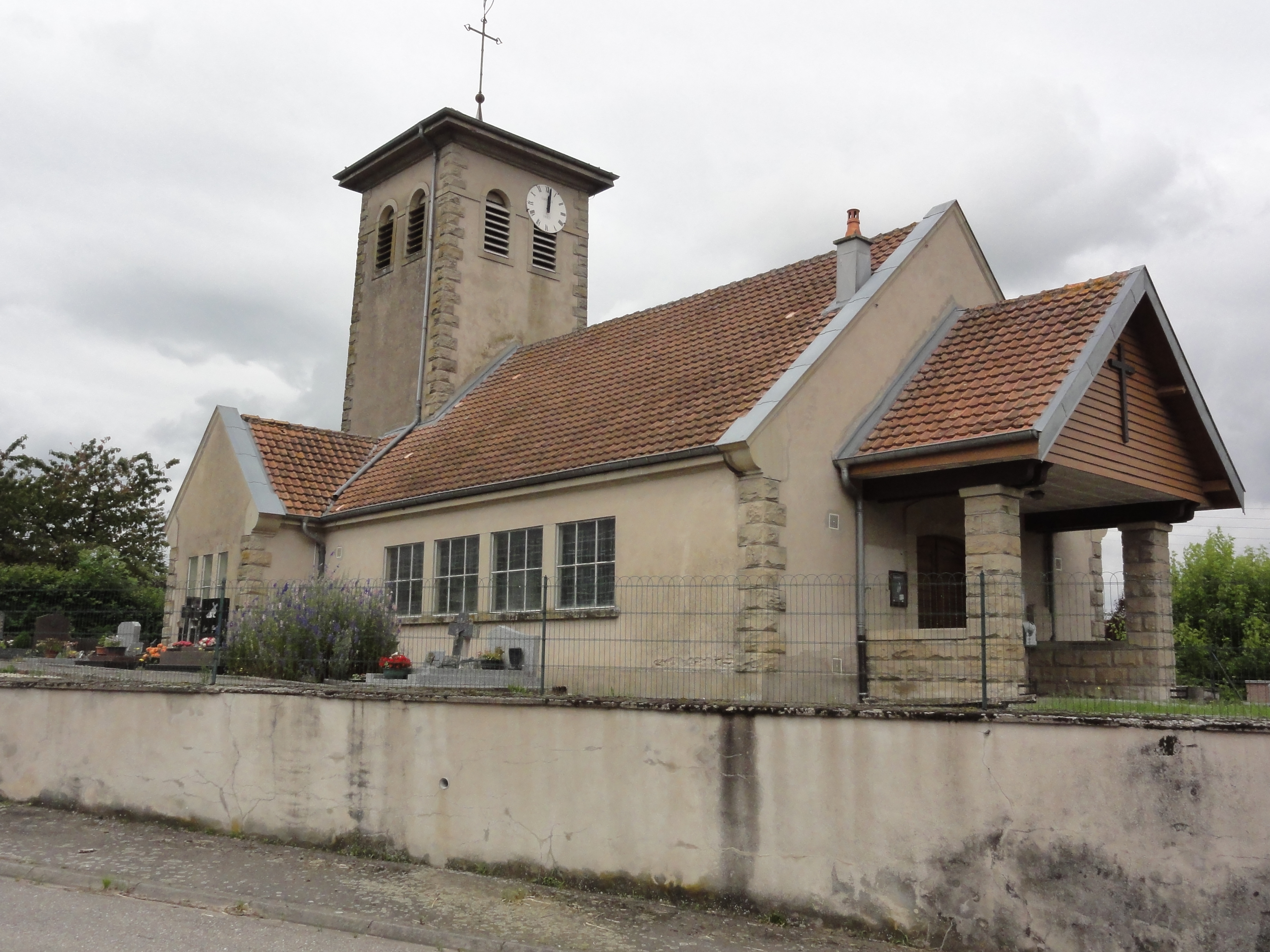
Kirche Saint-Martin

- Kirche Saint-Martin